# TBS・朝日放送平日昼1時枠の連続ドラマ
TBS・朝日放送平日昼1時枠の連続ドラマ（ティービーエスあさひほうそうへいじついちじわくのれんぞくドラマ）は、1961年5月1日から1966年11月25日までTBS系列の平日13:00 - 13:15（JST）に放送された昼ドラの放送枠である。制作は1963年まではTBSが担当していたが、1964年以降は当時ネットしていた朝日放送が制作した。また朝日放送制作作品は全て牛乳石鹸共進社（当時：共進社油脂工業）の一社提供だった。

## 概要
1960年にフジテレビ系列で放送した初の昼ドラ『日々の背信』は人気番組となり、昼ドラの人気が高まった。そこでTBSは、在京民放ではフジテレビ系の『ライオン奥様劇場』に先駆け、初の帯番組としての昼ドラを開始した。
内容は当時の昼ドラが「よろめきドラマ」が主流だったのに対し、本シリーズは家族をメインにした「ホームドラマ」的な作品が多かった。そして『チャコちゃん（→ケンちゃん）シリーズ』の記念すべき第1作『パパの育児手帳』も、この時期に開始している。
1964年からは、それまで月曜20:00枠で放送された「朝日放送制作・牛乳石鹸一社提供」番組をこの枠で引継いで放送した。
1966年11月25日終了の『人生の並木路』を以て5年半の幕を降ろし、次いで朝日放送制作・牛乳石鹸提供の帯演芸番組『シャボン玉寄席』を開始、そして1968年9月に平日13:15 - 13:45枠の『テレビ映画』が『シャボン玉寄席』との枠交換で平日13:00に繰上がり、平日13:00 - 13:00の昼ドラが再開、これが1969年2月開始の『（花王）愛の劇場』につながる。
- ただし朝日放送側では『シャボン玉寄席』の放送枠は不変のため、『テレビ映画』は平日13:15のまま継続、これは『花王 愛の劇場』の1975年3月28日放送分までこの体制となる。

## 放送作品一覧

### 1961年
- 寿さん祝さん（1961年5月1日 - 11月3日） - ここからTBS制作。
- ごめんねママ（1961年11月6日 - 1962年10月12日）

### 1962年
- パパの育児手帳（1962年10月15日 - 1963年5月24日）

### 1963年
- パパと歩こう（1963年5月27日 - 12月27日） - ここまでTBS制作。

### 1964年
- いつか青空（1964年1月6日 - 7月3日） - ここから朝日放送制作（および牛乳石鹸一社提供）。
- 小さな目（1964年7月6日 - 1965年12月31日）

### 1966年
- あなた事件よ!（1966年1月3日 - 7月1日）
- 人生の並木路（1966年7月4日 - 11月25日）